# Cekovićův dům
Cekovićův dům (srbsky Цековића кућа/Cekovića kuća) je kulturní památka ve městě Pale, v centrální části Bosny a Hercegoviny, v Republice srbské. Nachází se v jihozápadní části města na Romanijské ulici.
Jednopatrový dům s podkrovím byl postaven v roce 1915 pro potřeby bohaté mostarské rodiny Cekovićů, kteří úspěšně obchodovali po celém Balkánu. Sloužil jako letní sídlo této rodiny. Budován byl celkem 12 let. Dlouhý je 20 m a široký 13 metrů. Dominantním prvkem stavby je dřevěná terasa v patře.
Objekt nebyl nikdy rozsáhle rekonstruován, přečkal však úspěšně všechny balkánské konflikty. Na počátku 21. století se však nacházel ve velmi zuboženém stavu. Poslední z rodu Cekovićů odkázal dům dabrobosenské metropolii (Srbské pravoslavné církvi).
V letech 1992-1995 sloužil dům pro potřeby uprchlíků války v Bosně a Hercegovině. V roce 2004 byla vyhlášena za kulturní památku.
Roku 2007 byla provedena komplexní rekonstrukce objektu. V současné době slouží dům jako galerie umělecké kolonie v Pale (přízemí) a v horním patře se nachází církevní muzeum.